# Prima Divisione (1925/1926)
Prima Divisione 1925/1926 (z wł. Pierwsza Dywizja) – 26. edycja najwyższej w hierarchii klasy mistrzostw Włoch w piłce nożnej, organizowanych przez FIGC, które odbyły się od 4 października 1925 do 22 sierpnia 1926. Mistrzem został Juventus, zdobywając swój drugi tytuł.

## Organizacja
Mistrzostwa rozgrywano w dwóch ligach, kierowanych przez Ligę Północną (Lega Nord) oraz Ligę Południową (Lega Sud).
Liczba uczestników w Lega Nord została zmniejszona z 25 do 24 drużyn, a w Lega Sud zwiększona z 18 do 20 uczestników.
Kluby z Lega Nord podzielono na dwie grupy po 12 drużyn. Następnie zwycięzcy grup walczyli w dwumeczu finałowym o tytuł mistrza Lega Nord.
W równoległym turnieju Lega Sud najpierw zostały wyłonione po dwie najlepsze drużyny z regionów Apulia, Kampania, Lacjum oraz po jednej z regionów Marche i Sycylia. Następnie zwycięzcy dwóch grup półfinałowych potem walczyli o tytuł mistrza Lega Sud.
W finale narodowym (wł. Finalissima) mistrz Lega Nord grał z mistrzem Lega Sud o mistrzostwo Włoch.

## Kluby startujące w sezonie

### Lega Nord
Grupa A
| Klub           | Miasto            | Stadion                       |
| -------------- | ----------------- | ----------------------------- |
| Andrea Doria   | Genua             | Campo sportivo della Cajenna  |
| Bologna        | Bolonia           | Stadio Sterlino               |
| Brescia        | Brescia           | Stadium di viale Piave        |
| Casale         | Casale Monferrato | Stadio Natale Palli           |
| Internazionale | Mediolan          | Campo di via Goldoni          |
| Legnano        | Legnano           | Stadio Comunale               |
| Modena         | Modena            | Ex Velodromo                  |
| Novara         | Novara            | Campo di via Lombroso         |
| Pisa           | Piza              | Stadio Arena Garibaldi        |
| Torino         | Turyn             | Motovelodromo di corso Casale |
| Udinese        | Udine             | Stadio Moretti                |
| Verona         | Werona            | Stadio Marcantonio Bentegodi  |

Grupa B
| Klub            | Miasto               | Stadion                   |
| --------------- | -------------------- | ------------------------- |
| Alessandria     | Alessandria          | Campo degli Orti          |
| Cremonese       | Cremona              | Campo di via Persico      |
| Genoa           | Genua                | Campo Marassi             |
| Juventus        | Turyn                | Stadio di corso Marsiglia |
| Livorno         | Livorno              | Campo di Villa Chayes     |
| Mantova         | Mantua               | Campo Ippodromo Te        |
| Milan           | Mediolan             | Campo di viale Lombardia  |
| Padova          | Padwa                | Stadio Silvio Appiani     |
| Parma           | Parma                | Stadio Ennio Tardini      |
| Pro Vercelli    | Vercelli             | Campo Foro Boario         |
| Reggiana        | Reggio nell’Emilia   | Stadio Mirabello          |
| Sampierdarenese | Sampierdarena, Genua | Stadio di Villa Scassi    |

### Lega Sud
Apulia
| Klub           | Miasto | Stadion                  |
| -------------- | ------ | ------------------------ |
| Audace Taranto | Tarent | Campo del Regio Arsenale |
| Foggia         | Foggia | Campo di via Ascoli      |
| Ideale         | Bari   | Campo San Lorenzo        |
| Liberty        | Bari   | Campo degli Sports       |
| Pro Italia     | Tarent | Motovelodromo Corvisea   |

Kampania
| Klub        | Miasto                  | Stadion                        |
| ----------- | ----------------------- | ------------------------------ |
| Bagnolese   | Bagnoli, Neapol         | Campo Ilva Bagnoli             |
| Casertana   | Caserta                 |                                |
| Internaples | Neapol                  | Stadio Militare dell'Arenaccia |
| Puteolana   | Pozzuoli                | Campo Armstrong                |
| Stabia      | Castellammare di Stabia | Campo di via Gragnano          |

Lacjum
| Klub        | Miasto | Stadion                          |
| ----------- | ------ | -------------------------------- |
| Alba Roma   | Rzym   | Stadio Nazionale                 |
| Audace Roma | Rzym   | Campo all'Olmo viale Angelico    |
| Fortitudo   | Rzym   | Campo Madonna del Riposo         |
| Lazio       | Rzym   | Stadio della Rondinella          |
| Pro Roma    | Rzym   | Campo Lungotevere Flaminio       |
| Roman       | Rzym   | Campo dei Due Pini, via Flaminia |

Marche
| Klub       | Miasto   | Stadion                    |
| ---------- | -------- | -------------------------- |
| Anconitana | Ankona   | Campo Sportivo Divisionale |
| Maceratese | Macerata | Campo piazza d'Armi        |

Sycylia
| Klub      | Miasto  | Stadion                    |
| --------- | ------- | -------------------------- |
| Messinese | Mesyna  | Campo Militare Enzo Geraci |
| Palermo   | Palermo | Stadio Ranchibile          |

## Lega Nord

### Eliminacje play-off
Przedostatnie drużyny z dwóch grup poprzedniego sezonu (Legnano i Mantova) mieli walczyć w turnieju play-off z trzecią i czwartą drużynami Seconda Divisione (Novese i Como) o dwa miejsca promujące do gry w Prima Divisione.
Ale Novese i Como wycofali się z rundy eliminacyjnej, pozwalając Legnano i Mantova utrzymać swoje miejsca w pierwszej dywizji.

### Kwalifikacje

#### Grupa A

##### Tabela
|     | Klub           | M  | Z  | R | P  | G+ | G- | +/- | Pkt | Komentarz                           |
| --- | -------------- | -- | -- | - | -- | -- | -- | --- | --- | ----------------------------------- |
| 1.  | Bologna        | 22 | 17 | 4 | 1  | 74 | 20 | +54 | 38  | Kwalifikacja i Divisione Nazionale  |
| 2.  | Torino         | 22 | 16 | 4 | 2  | 67 | 28 | +39 | 36  | Divisione Nazionale                 |
| 3.  | Modena         | 22 | 11 | 3 | 8  | 45 | 30 | +15 | 25  | Divisione Nazionale                 |
| 3.  | Verona         | 22 | 10 | 5 | 7  | 58 | 48 | +10 | 25  | Divisione Nazionale                 |
| 3.  | Internazionale | 22 | 10 | 5 | 7  | 44 | 38 | +6  | 25  | Divisione Nazionale                 |
| 6.  | Casale         | 22 | 9  | 4 | 9  | 42 | 32 | +10 | 22  | Divisione Nazionale                 |
| 7.  | Andrea Doria   | 22 | 9  | 3 | 10 | 37 | 50 | -13 | 21  | Divisione Nazionale                 |
| 8.  | Brescia        | 22 | 8  | 3 | 11 | 38 | 51 | -15 | 19  | Divisione Nazionale                 |
| 9.  | Novara         | 22 | 6  | 6 | 10 | 40 | 42 | -2  | 18  | Kwalifikacje do Divisione Nazionale |
| 10. | Udinese        | 22 | 5  | 3 | 14 | 38 | 75 | -37 | 13  | Kwalifikacje do Divisione Nazionale |
| 11. | Pisa           | 22 | 5  | 2 | 15 | 23 | 65 | -42 | 12  | Kwalifikacje do Divisione Nazionale |
| 12. | Legnano        | 22 | 3  | 4 | 15 | 22 | 49 | -27 | 10  | Kwalifikacje do Divisione Nazionale |

##### Wyniki
| Gospodarz \ Gość | ADO | BOL | BRE | CAS | HEL | INT | LEG | MOD | NOV | PIS | TOR | UDI |
| ---------------- | --- | --- | --- | --- | --- | --- | --- | --- | --- | --- | --- | --- |
| Andrea Doria     | —   | 3:3 | 4:1 | 3:2 | 3:2 | 2:0 | 3:1 | 2:1 | 2:2 | 5:1 | 0:0 | 3:2 |
| Bologna          | 3:0 | —   | 6:0 | 1:0 | 7:0 | 4:1 | 6:0 | 1:0 | 4:1 | 7:0 | 3:2 | 4:0 |
| Brescia          | 5:0 | 1:2 | —   | 2:1 | 3:2 | 0:1 | 2:0 | 2:2 | 4:1 | 2:0 | 3:4 | 3:1 |
| Casale           | 2:0 | 0:1 | 2:0 | —   | 3:2 | 3:3 | 5:0 | 4:0 | 1:1 | 4:0 | 2:3 | 2:1 |
| Verona           | 5:1 | 2:2 | 4:2 | 4:3 | —   | 1:0 | 4:1 | 0:2 | 2:2 | 7:1 | 1:1 | 4:0 |
| Internazionale   | 0:1 | 1:1 | 4:0 | 4:1 | 3:3 | —   | 2:0 | 2:1 | 5:4 | 1:0 | 3:4 | 4:2 |
| Legnano          | 1:0 | 1:2 | 1:1 | 0:2 | 1:3 | 1:1 | —   | 0:1 | 0:0 | 4:1 | 1:2 | 6:1 |
| Modena           | 6:0 | 0:0 | 3:2 | 2:3 | 3:2 | 3:0 | 2:0 | —   | 4:1 | 6:2 | 1:1 | 5:1 |
| Novara           | 3:1 | 1:2 | 5:1 | 0:0 | 1:2 | 1:1 | 3:1 | 0:1 | —   | 2:0 | 0:2 | 6:3 |
| Pisa             | 3:2 | 0:6 | 0:1 | 1:1 | 1:3 | 1:3 | 2:0 | 1:0 | 4:3 | —   | 1:1 | 1:2 |
| Torino           | 4:0 | 6:2 | 5:0 | 2:0 | 5:2 | 2:1 | 4:1 | 3:1 | 2:1 | 4:1 | —   | 7:0 |
| Udinese          | 3:2 | 1:7 | 3:3 | 2:1 | 3:3 | 3:4 | 2:2 | 3:1 | 0:2 | 1:2 | 4:3 | —   |

#### Grupa B

##### Tabela
|     | Klub            | M  | Z  | R | P  | G+ | G- | +/- | Pkt | Komentarz                           |
| --- | --------------- | -- | -- | - | -- | -- | -- | --- | --- | ----------------------------------- |
| 1.  | Juventus        | 22 | 17 | 3 | 2  | 68 | 14 | +54 | 37  | Kwalifikacja i Divisione Nazionale  |
| 2.  | Cremonese       | 22 | 13 | 3 | 6  | 41 | 25 | +16 | 29  | Divisione Nazionale                 |
| 3.  | Genoa           | 22 | 13 | 2 | 7  | 48 | 29 | +19 | 28  | Divisione Nazionale                 |
| 4.  | Padova          | 22 | 11 | 3 | 8  | 55 | 33 | +22 | 25  | Divisione Nazionale                 |
| 4.  | Livorno         | 22 | 11 | 3 | 8  | 43 | 45 | -2  | 25  | Divisione Nazionale                 |
| 6.  | Sampierdarenese | 22 | 10 | 3 | 9  | 38 | 43 | -5  | 23  | Divisione Nazionale                 |
| 7.  | Pro Vercelli    | 22 | 9  | 4 | 9  | 42 | 31 | +11 | 22  | Divisione Nazionale                 |
| 7.  | Milan           | 22 | 10 | 2 | 10 | 43 | 39 | +4  | 22  | Divisione Nazionale                 |
| 9.  | Reggiana        | 22 | 7  | 3 | 12 | 30 | 50 | -20 | 17  | Kwalifikacje do Divisione Nazionale |
| 10. | Alessandria     | 22 | 7  | 2 | 13 | 41 | 48 | -7  | 16  | Kwalifikacje do Divisione Nazionale |
| 11. | Parma           | 22 | 5  | 2 | 15 | 23 | 58 | -35 | 12  | Kwalifikacje do Divisione Nazionale |
| 12. | Mantova         | 22 | 2  | 4 | 16 | 24 | 81 | -57 | 8   | Kwalifikacje do Divisione Nazionale |

##### Wyniki
| Gospodarz \ Gość | ALE | CRE | GEN | JUV | LIV | MAN | MIL | PAD | PAR | PRO | REG | SAM |
| ---------------- | --- | --- | --- | --- | --- | --- | --- | --- | --- | --- | --- | --- |
| Alessandria      | —   | 2:3 | 1:0 | 1:3 | 1:0 | 9:0 | 4:3 | 0:2 | 2:0 | 1:1 | 6:0 | 5:0 |
| Cremonese        | 3:0 | —   | 1:0 | 0:0 | 8:0 | 2:0 | 1:0 | 2:1 | 3:0 | 4:2 | 1:0 | 2:1 |
| Genoa            | 7:2 | 2:1 | —   | 1:3 | 0:0 | 3:1 | 2:1 | 2:0 | 3:0 | 2:1 | 3:0 | 3:1 |
| Juventus         | 4:0 | 4:0 | 2:0 | —   | 3:0 | 8:1 | 6:0 | 3:2 | 6:0 | 2:1 | 5:0 | 4:0 |
| Livorno          | 6:2 | 2:1 | 3:2 | 1:1 | —   | 6:1 | 1:1 | 3:0 | 4:0 | 2:0 | 2:0 | 5:1 |
| Mantova          | 7:1 | 0:0 | 2:5 | 0:5 | 0:2 | —   | 0:2 | 0:2 | 1:1 | 2:2 | 3:0 | 1:1 |
| Milan            | 2:2 | 1:4 | 1:3 | 1:2 | 4:1 | 3:1 | —   | 3:0 | 4:2 | 4:0 | 4:0 | 2:0 |
| Padova           | 1:0 | 1:1 | 2:0 | 2:2 | 6:1 | 9:0 | 4:2 | —   | 6:1 | 5:2 | 6:2 | 3:0 |
| Parma            | 1:0 | 3:1 | 1:5 | 0:3 | 0:1 | 5:3 | 1:2 | 2:0 | —   | 0:3 | 2:0 | 1:3 |
| Pro Vercelli     | 1:0 | 4:0 | 2:0 | 0:1 | 7:0 | 3:0 | 3:1 | 1:1 | 2:2 | —   | 3:0 | 2:0 |
| Reggiana         | 2:1 | 0:2 | 2:2 | 2:0 | 5:2 | 4:0 | 0:1 | 4:1 | 2:0 | 3:2 | —   | 1:1 |
| Sampierdarenese  | 2:1 | 2:1 | 2:3 | 2:1 | 2:1 | 8:1 | 2:1 | 2:1 | 4:1 | 1:0 | 3:3 | —   |

### Finał
11 lipca 1926, Bolonia.
Bologna – Juventus 2:2
25 lipca 1926, Turyn.
Juventus – Bologna 0:0
Dodatkowy mecz
1 sierpnia 1926, Mediolan.
Bologna – Juventus 1:2
Juventus zakwalifikował się do krajowego finału.

## Lega Sud

### Kwalifikacje

#### Apulia

##### Tabela
|    | Klub           | M | Z | R | P | G+ | G- | +/- | Pkt | Komentarz    |
| -- | -------------- | - | - | - | - | -- | -- | --- | --- | ------------ |
| 1. | Pro Italia     | 8 | 6 | 2 | 0 | 14 | 4  | +10 | 14  | Kwalifikacja |
| 2. | Liberty        | 8 | 5 | 0 | 3 | 11 | 8  | +3  | 10  | Kwalifikacja |
| 3. | Audace Taranto | 8 | 4 | 1 | 3 | 11 | 9  | +2  | 9   |              |
| 4. | Ideale         | 8 | 0 | 5 | 3 | 6  | 9  | -3  | 5   |              |
| 5. | Foggia         | 8 | 0 | 2 | 6 | 1  | 13 | -12 | 2   |              |

##### Wyniki
| Gospodarz \ Gość | AUD | FOG | IDE | LIB | PRO |
| ---------------- | --- | --- | --- | --- | --- |
| Audace Taranto   | —   | 2:0 | 1:0 | 3:1 | 0:2 |
| Foggia           | 0:2 | —   | 0:0 | 1:2 | 0:2 |
| Ideale           | 2:2 | 0:0 | —   | 0:1 | 2:2 |
| Liberty          | 2:0 | 3:0 | 2:1 | —   | 0:1 |
| Pro Italia       | 2:1 | 2:0 | 1:1 | 2:0 | —   |

#### Kampania

##### Tabela
|    | Klub        | M | Z | R | P | G+ | G- | +/- | Pkt | Komentarz                          |
| -- | ----------- | - | - | - | - | -- | -- | --- | --- | ---------------------------------- |
| 1. | Internaples | 8 | 7 | 1 | 0 | 35 | 4  | +31 | 15  | Kwalifikacja i Divisione Nazionale |
| 2. | Bagnolese   | 8 | 5 | 1 | 2 | 20 | 8  | +12 | 11  | Kwalifikacja i Divisione Nazionale |
| 3. | Casertana   | 8 | 4 | 0 | 4 | 11 | 21 | -10 | 8   | Divisione Nazionale                |
| 4. | Stabia      | 8 | 3 | 0 | 5 | 13 | 22 | -9  | 6   | Spadek                             |
| 5. | Puteolana   | 8 | 0 | 0 | 8 | 5  | 29 | -24 | 0   | Spadek                             |

##### Wyniki
| Gospodarz \ Gość | BAG | CAS | INT  | PUT | STA |
| ---------------- | --- | --- | ---- | --- | --- |
| Bagnolese        | —   | 2:0 | 1:1  | 3:0 | 6:0 |
| Casertana        | 0:2 | —   | 0:10 | 5:3 | 2:0 |
| Internaples      | 4:2 | 2:0 | —    | 6:0 | 4:1 |
| Puteolana        | 0:3 | 1:2 | 0:2  | —   | 1:3 |
| Stabia           | 3:1 | 1:2 | 0:6  | 5:0 | —   |

#### Lacjum

##### Tabela
|    | Klub        | M  | Z | R | P  | G+ | G- | +/- | Pkt | Komentarz                          |
| -- | ----------- | -- | - | - | -- | -- | -- | --- | --- | ---------------------------------- |
| 1. | Alba Roma   | 10 | 8 | 1 | 1  | 41 | 13 | +28 | 17  | Kwalifikacja i Divisione Nazionale |
| 2. | Fortitudo   | 10 | 8 | 0 | 2  | 35 | 13 | +22 | 16  | Kwalifikacja i Divisione Nazionale |
| 3. | Lazio       | 10 | 6 | 2 | 2  | 45 | 27 | +18 | 14  | Divisione Nazionale                |
| 4. | Audace Roma | 10 | 3 | 1 | 6  | 27 | 42 | -15 | 7   | Spadek                             |
| 5. | Roman       | 10 | 2 | 2 | 6  | 14 | 28 | -14 | 6   | Spadek                             |
| 6. | Pro Roma    | 10 | 0 | 0 | 10 | 5  | 44 | -39 | 0   | Spadek                             |

##### Wyniki
| Gospodarz \ Gość | ALB | AUD  | FOR | LAZ | PRO  | ROM |
| ---------------- | --- | ---- | --- | --- | ---- | --- |
| Alba Roma        | —   | 11:2 | 0:3 | 5:3 | 6:0  | 1:0 |
| Audace Roma      | 0:7 | —    | 2:3 | 2:4 | 4:0  | 2:2 |
| Fortitudo        | 1:3 | 3:2  | —   | 6:2 | 7:0  | 4:1 |
| Lazio            | 2:2 | 9:5  | 3:2 | —   | 10:1 | 5:3 |
| Pro Roma         | 1:2 | 2:3  | 0:1 | 0:6 | —    | 0:2 |
| Roman            | 1:4 | 1:5  | 0:5 | 1:1 | 3:1  | —   |

#### Marche

##### Tabela
|    | Klub       | LM | Z | R | P | GZ | GS | +/- | Pkt. | Uwagi        |
| -- | ---------- | -- | - | - | - | -- | -- | --- | ---- | ------------ |
| 1. | Anconitana | 2  | 2 | 0 | 0 | 9  | 3  | 6   | 4    | Kwalifikacja |
| 2. | Maceratese | 2  | 0 | 0 | 2 | 3  | 9  | -6  | 0    |              |

##### Wyniki
17 stycznia 1926, Ancona
Anconitana – Maceratese 2:1
24 stycznia 1926, Macerata
Maceratese – Anconitana 2:7

#### Sycylia

##### Tabela
|    | Klub      | LM | Z | R | P | GZ | GS | +/- | Pkt. | Uwagi        |
| -- | --------- | -- | - | - | - | -- | -- | --- | ---- | ------------ |
| 1. | Messinese | 2  | 2 | 0 | 0 | 3  | 0  | 3   | 4    | Kwalifikacja |
| 2. | Palermo   | 2  | 0 | 0 | 2 | 0  | 3  | -3  | 0    |              |

##### Wyniki
17 stycznia 1926, Palermo
Palermo – Messinese 7:0 
24 stycznia 1926, Mesyna
Messinese – Palermo 1:0

### Półfinał

#### Grupa A

##### Tabela
|    | Klub        | M | Z | R | P | G+ | G- | +/- | Pkt | Komentarz    |
| -- | ----------- | - | - | - | - | -- | -- | --- | --- | ------------ |
| 1. | Internaples | 8 | 5 | 3 | 0 | 23 | 5  | +18 | 13  | Kwalifikacja |
| 2. | Fortitudo   | 8 | 4 | 3 | 1 | 15 | 9  | +6  | 11  |              |
| 3. | Anconitana  | 8 | 4 | 1 | 3 | 16 | 13 | +3  | 9   |              |
| 4. | Liberty     | 8 | 2 | 3 | 3 | 18 | 18 | 0   | 7   |              |
| 5. | Messinese   | 8 | 0 | 0 | 8 | 2  | 29 | -27 | 0   |              |

##### Wyniki
| Gospodarz \ Gość | ANC | FOR | INT | LIB | MES |
| ---------------- | --- | --- | --- | --- | --- |
| Anconitana       | —   | 1:3 | 1:1 | 6:1 | 2:0 |
| Fortitudo        | 2:1 | —   | 1:1 | 2:2 | 4:0 |
| Internaples      | 4:0 | 3:1 | —   | 2:0 | 5:0 |
| Liberty          | 2:3 | 1:1 | 2:2 | —   | 6:0 |
| Messinese        | 0:2 | 0:1 | 0:5 | 2:4 | —   |

#### Grupa B

##### Tabela
|    | Klub       | M | Z | R | P | G+ | G- | +/- | Pkt | Komentarz    |
| -- | ---------- | - | - | - | - | -- | -- | --- | --- | ------------ |
| 1. | Alba Roma  | 8 | 6 | 2 | 0 | 19 | 8  | +11 | 14  | Kwalifikacja |
| 2. | Bagnolese  | 8 | 5 | 2 | 1 | 22 | 8  | +14 | 12  |              |
| 3. | Pro Italia | 8 | 4 | 2 | 2 | 15 | 11 | +4  | 10  |              |
| 4. | Palermo    | 8 | 1 | 0 | 7 | 10 | 15 | -5  | 2   |              |
| 4. | Maceratese | 8 | 1 | 0 | 7 | 5  | 29 | -24 | 2   |              |

##### Wyniki
| Gospodarz \ Gość | ALB | BAG | MAC | PAL | PRO |
| ---------------- | --- | --- | --- | --- | --- |
| Alba Roma        | —   | 3:3 | 2:0 | 2:1 | 3:1 |
| Bagnolese        | 1:2 | —   | 8:0 | 3:1 | 2:1 |
| Maceratese       | 1:5 | 0:2 | —   | 2:0 | 0:2 |
| Palermo          | 0:1 | 0:2 | 6:0 | —   | 2:3 |
| Pro Italia       | 1:1 | 1:1 | 4:2 | 2:0 | —   |

### Finały
11 lipca 1926, Rzym
Alba Roma – Internaples 6:1
18 lipca 1926, Neapol
Internaples – Alba Roma 1:1
Alba Roma zakwalifikowała się do krajowego finału.

## Krajowy finał
8 sierpnia 1926, Turyn
Juventus – Alba Roma 7:1
22 sierpnia 1926, Rzym
Alba Roma – Juventus 0:5

### Skład mistrzów
- Gianpiero Combi
- Luigi Allemandi
- Virginio Rosetta
- Carlo Bigatto
- Mario Meneghetti
- József Viola
- Ferenc Hirzer
- Federico Munerati
- Piero Pastore
- Giuseppe Torriani
- Antonio Vojak
- Trener: József Viola (wcześniej Jenő Károly)